# Jean Cartier (artiste)
Pour les articles homonymes, voir Jean Cartier et Cartier.
Jean Cartier, est né le 2 août 1924 à Saint-Jean-sur-Richelieu du mariage le 12 juin 1922 à Notre-Dame-de-Québec de Jacques Cartier (1880-1962) avocat de Saint-Jean, et de Lucienne Rouillard, fille d’Eugène Rouillard (1851-1926) , notaire, journaliste, fonctionnaire, auteur et géographe et d’Orpha Myrand. Il est décédé le 11 novembre 1996 à Montréal. Il est un céramiste québécois.

## Biographie
Dès 1945, il s’initie à la céramique puis perfectionne son art à l’école du Meuble de Montréal où il est diplômé en 1949.
Diplômé avec distinction et boursier à plusieurs reprises, il poursuit ses études à Paris (1949-1951), à l'académie de la Grande Chaumière et à l'académie Julian (dessin), à l'Atelier Jean Besnard et Ary Bitter (céramique et sculpture) et à l'École des arts appliqués, puis en 1959, à l'usine de poterie de Stockholm où il apprendra les procédés de fabrication en série.
En 1955, il remporte le premier prix du concours des arts décoratifs du Québec.
Jean Cartier collabore avec Jordi Bonet et Claude Vermette entre autres.
Jean Cartier a connu une brillante carrière de céramiste s’étendant sur près d’un demi-siècle.
Plusieurs de ses œuvres ont été intégrées à l’architecture de bâtiments, y compris :
Les stations de métro Papineau et Cadillac de Montréal, la façade de l’hôtel de ville de Saint-Jean-sur-Richelieu, le pavillon du Canada à l’Exposition universelle de Bruxelles en 1958, et le Théâtre Port-Royal de la Place des Arts à Montréal (rebaptisé depuis Théâtre Jean-Duceppe).
De plus, il a réalisé une fontaine en béton, verre et acier, nommée "La Giboulée"  (à la Cité du Havre Montréal) pour l'Expo 67 (menacé puisque laissé à l'abandon).
Il est le designer principal de Céramique de Beauce de 1970 à 1974,. En 1974, il enseigne la céramique au Cégep de Trois-Rivières.

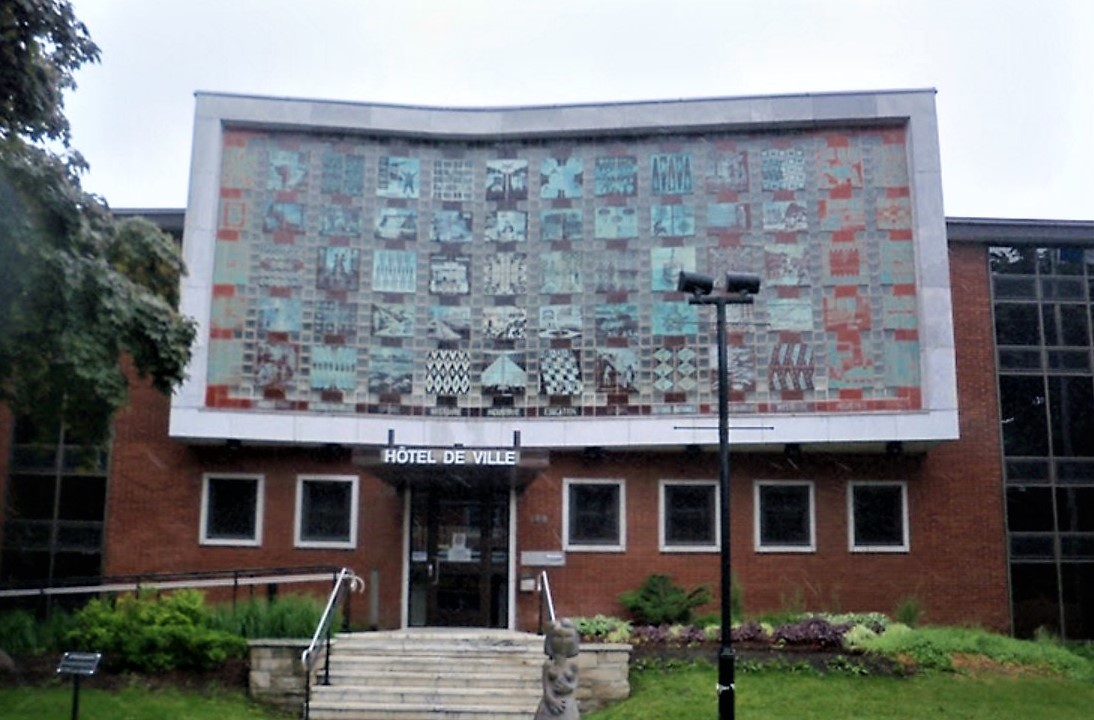
Revêtement en tuiles céramiques de la façade de l'hôtel de ville de St-Jean-sur-Richelieu en 1957.

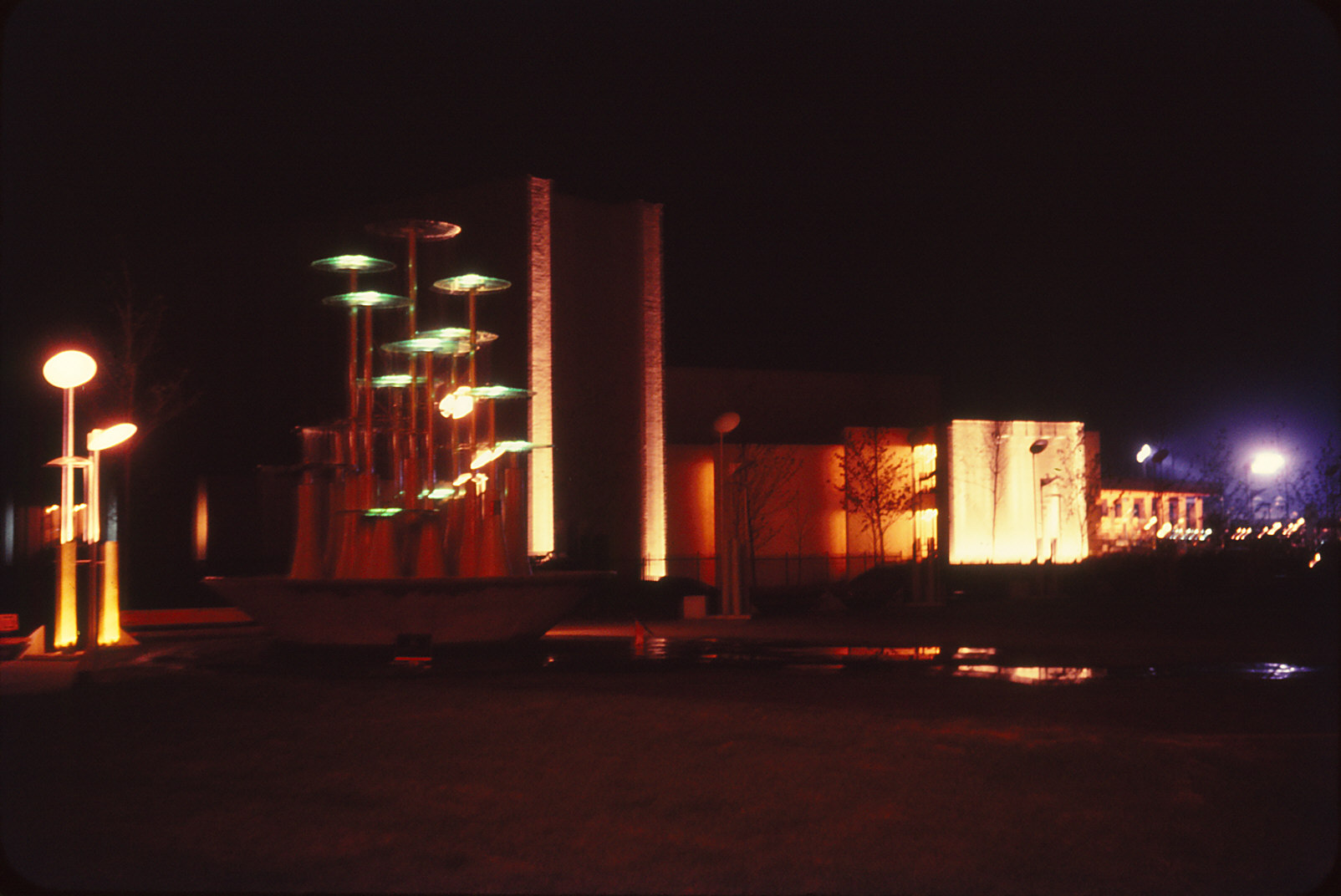
La fontaine La Giboulée en mai 1967, près de l'Expo-Théâtre.

## Musées et collections publiques
- Musée de la civilisation
- Musée des beaux-arts de Montréal
- Musée des métiers d'art du Québec
- Musée du Haut-Richelieu[4]
- Musée national des beaux-arts du Québec[5]
- Musée Pierre-Boucher
- Musée québécois de culture populaire